# Espírito Santo do Pinhal
Espírito Santo do Pinhal è un comune del Brasile nello Stato di San Paolo, parte della mesoregione di Campinas e della microregione di São João da Boa Vista.